# Olpidium bornovanus
Olpidium bornovanus är en svampart som först beskrevs av Sahtiy., och fick sitt nu gällande namn av Karling 1977. Olpidium bornovanus ingår i släktet Olpidium och familjen Olpidiaceae.   Inga underarter finns listade i Catalogue of Life.